# Tomoplagia rudolphi
Tomoplagia rudolphi
 es una especie de insecto del género Tomoplagia de la familia Tephritidae del orden Diptera. 
Lutz y Lima la describieron científicamente por primera vez en el año 1918.